# Nationalpark Ichkeul
Der Nationalpark Ichkeul (arabisch المحمية الوطنية إشكل, französisch Parc national de l'Ichkeul) ist ein 12.600 Hektar großer Nationalpark im Norden Tunesiens, ca. 25 km südwestlich der Stadt Bizerte. International ist er als UNESCO-Weltnaturerbe klassifiziert und ist ein Ramsar-Gebiet. Das Gebiet hat die WDPA-ID 4322.
Der Nationalpark wurde 1980 vor allem zum Schutz der bedrohten Avifauna eingerichtet und im selben Jahr in die Liste des Weltnaturerbes der UNESCO eingetragen. Als Feuchtgebiet steht er auch unter dem Schutz der Ramsar-Konvention. 1996 wurde er aufgrund seiner steigenden Salinität als gefährdet eingestuft und daher in der Roten Liste des gefährdeten Welterbes verzeichnet. 2006 wurde Ichkeul wieder von dieser Liste gestrichen.
Der See Ichkeul und sein Feuchtgebiet sind wichtige Haltepunkte der Vogelfluglinie von Hunderttausenden in Tunesien über das Mittelmeer eintreffenden Vögeln wie Enten, Gänsen, Störchen und Flamingos, welche hier nach Futter suchen und ihre Nester bauen. Ichkeul ist der letzte verbleibende Fluss einer Kette, die sich früher über ganz Nordafrika entlangzog.
Das den Ichkeul speisende Frischwasser wird auch zur Versorgung der tunesischen Bevölkerung benötigt und vor dem See gestaut.